# Speciální síly Armády České republiky
Speciální síly Armády České republiky (SpecS AČR) jsou samostatný druh sil určený k provádění zvláštních operací za účelem zajištění obrany a bezpečnosti České republiky a jejích zájmů. Velení a řízení těchto sil zabezpečuje Ředitelství speciálních sil Ministerstva obrany. Příslušníci speciálních sil AČR jsou také součástí sil velmi rychlé reakce Severoatlantické aliance. Ředitelství speciálních sil vzniklo 1. ledna 2015 v souvislosti s přesunem 601. skupiny speciálních sil z kompetence Vojenského zpravodajství do podřízenosti náčelníka generálního štábu.

## Struktura

### Ředitelství speciálních sil Ministerstva obrany

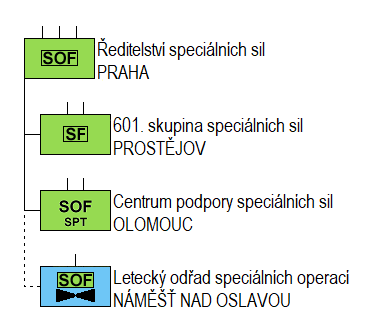
Struktura Speciálních sil AČR

Ředitelství speciálních sil Ministerstva obrany (ŘeSpecS MO) se sídlem v Praze je organizační celek v rámci Generálního štábu AČR, jehož úkolem je velení a řízení Speciálních sil AČR. V součinnosti s Velitelstvím pro operace plánuje, zabezpečuje a řídí speciální operace.

#### 601. skupina speciálních sil (601. skss)
Struktura útvaru:
- Velitel 601. skss
- Velitelství a štáb
- 1. středisko speciálního výcviku
- 2. středisko speciálního průzkumu
- 3. středisko speciálního určení
- 4. středisko velení a zabezpečení
- 5. středisko záloh speciálních sil

#### Centrum podpory speciálních sil (CPSS)
Jednotka zahájila činnost dne 1. července 2016 v posádkovém městě Olomouc. Úkolem CPSS je palebná a taktická podpora příslušníků 601. skupiny speciálních sil se zaměřením na ofenzivní činnost či vedení informačních a psychologických operací.
Struktura útvaru:
- Velitel CPSS
- Velení
- Štáb
- Rota bojové podpory speciálních sil
- Středisko informačních a psychologických operací
- Četa velení a zabezpečení

## Předurčené síly a prostředky

### Letecký odřad speciálních operací (LOSO)

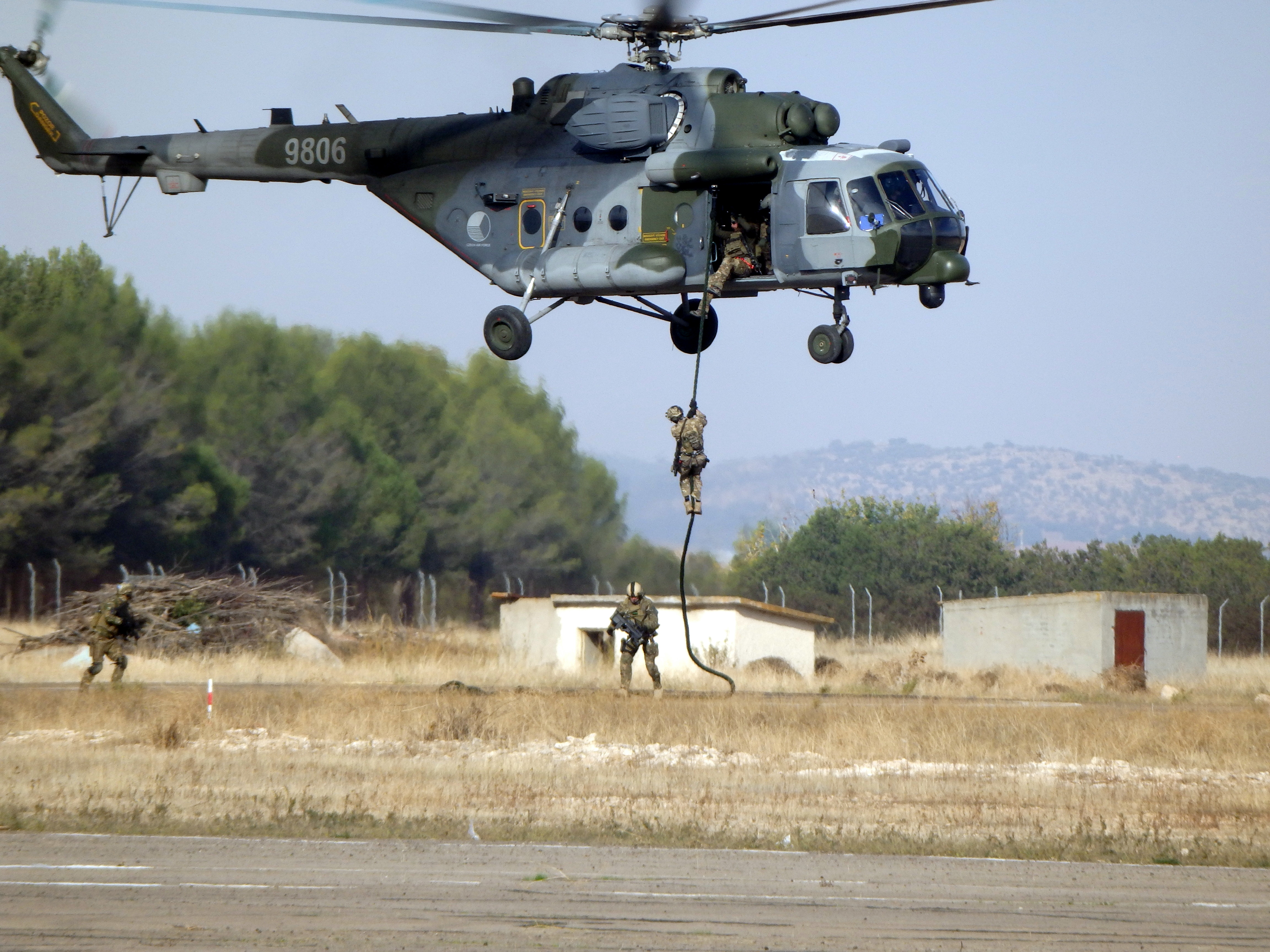
Mi-171Š modernizovaný v rámci programu Special Operation Forces II, cvičení Trident Juncture 2015

Česká jednotka typu SOATU (Special Operations Air Task Unit) vznikla s podporou Spojených států na základě zkušeností z bojového nasazení českého vrtulníkového letectva v Afghánistánu v rámci Task Force HIPPO. SOATU je expediční taktická letecká jednotka k podpoře speciálních misí v rámci aliančních sil, skládající se z letounů či vrtulníků a jejich posádek, leteckých poradců nebo předsunutých leteckých návodčích.
LOSO je vyčleňován ze stavu 222. vrtulníkové letky působící z 22. základny vrtulníkového letectva a v jeho výzbroji se nacházejí modernizované vrtulníky Mi-171Š SOF II, jejichž přístrojové a navigační vybavení umožňuje speciálně vyškoleným posádkám provádět letecké operace za všech povětrnostních podmínek ve dne i v noci s využitím přístrojů nočního vidění a přistávat v terénu za účelem vysazení a vyzvednutí průzkumných či úderných skupin. Vrtulníky jsou kromě aktivní a pasivní ochrany vybaveny také palubními kulomety Minigun Hybrid M134D-H a v případě potřeby kulomety PKM ve dveřích, z nichž se slaňuje výsadek pomocí tzv. rychlého lana (Fast Rope).

## Galerie

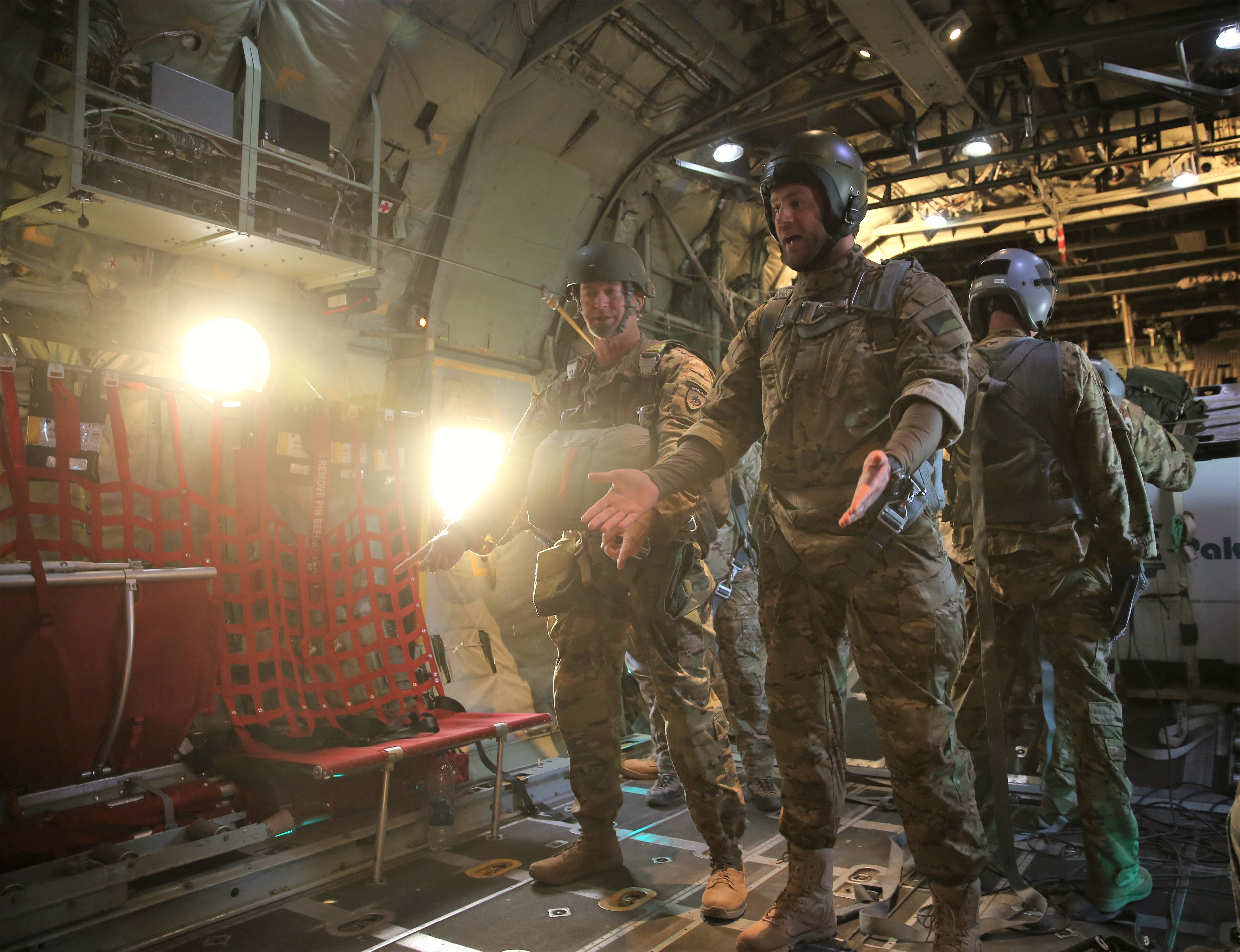
Český a americký příslušník speciálních sil, výsadková operace v Čadu, cvičení Flintlock 2017
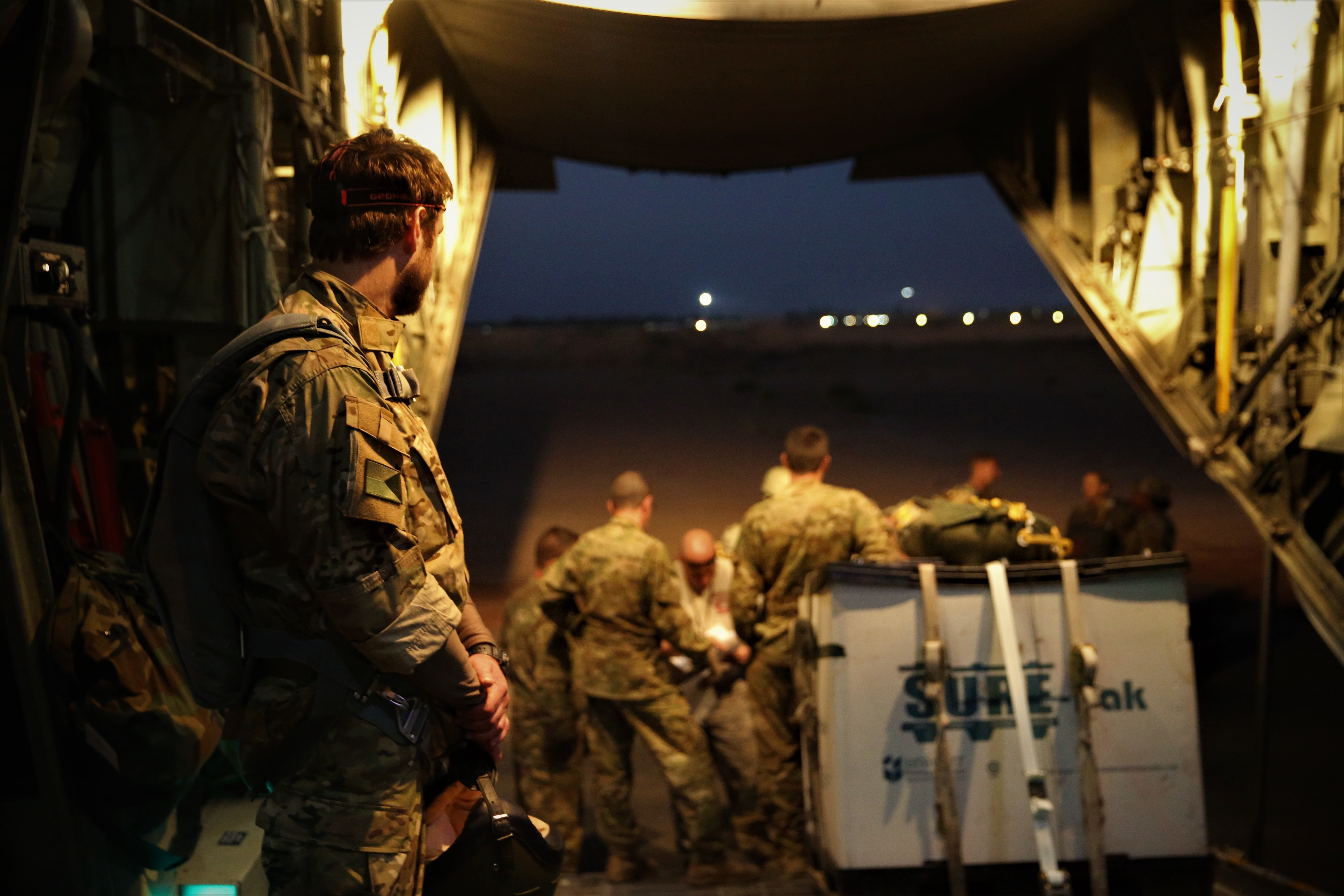
Operátor Speciálních sil AČR sleduje nakládku letounu C-130 v Čadu, cvičení Flintlock 2017
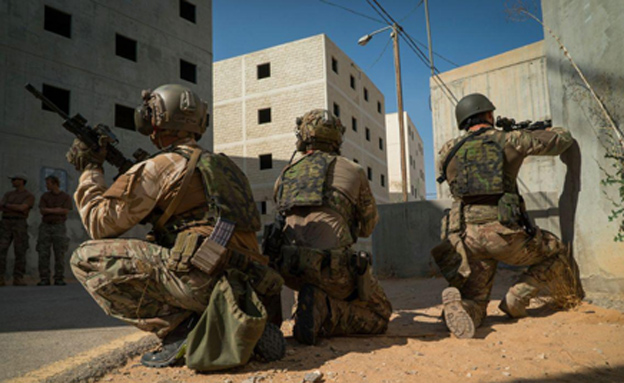
Příslušníci 601. skss na cvičení s izraelskou jednotkou Duvdevan
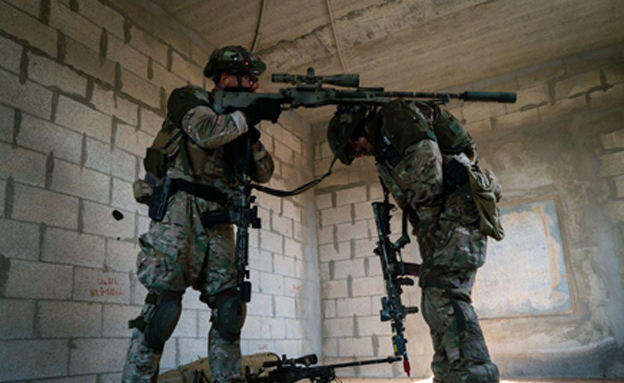
Odstřelovači 601. skss na cvičení s izraelskou jednotkou Duvdevan